# 무장친위대
무장친위대(武裝親衛隊, Waffen-Schutzstaffel 바펜-슈츠슈타펠[*])는 나치 독일의 친위대(Schutzstaffel) 소속 무장 전투집단으로서 제2차 세계 대전 당시 육·해·공군에 이은 제4의 군대로 활약했다. 총사령관은 SS전국지도자 하인리히 힘러였으나, 전쟁 기간 중 전투 지휘는 국방군(Wehrmacht) 최고사령부(OKW)의 지휘를 받았다.
첫 출발은 국가사회주의 독일 노동자당 즉, 나치의 지도부를 경호하는 소박한 조직으로 출발했지만, 나중에 무장친위대는 90만 명을 상회하는 병력으로 구성된 38개 전투 사단과 기타 엘리트 부대를 갖춘 군대로 성장했다. 뉘른베르크 전범 재판에서 무장친위대는 잔혹 행위에 가담한 것 때문에 전범 단체로 간주하였고, 무장친위대의 베테랑들은 다른 독일군 참전 군인들과 달리 군인으로서 많은 권리를 거부당했다. 그러나 다수의 징집병은 독일 정부에 의해 무장친위대로 배치되었기 때문에 범죄자 낙인에서는 제외되었다. 한때 국방군은 순전히 전투에만 집중했고 약탈과 강간, 학살은 이들 친위대만이 도맡아서 한 것으로 알려졌으나 지금은 부정되고 있다. 전후 서독군을 재건하면서 국방군에 비해 비교적 소수에다가 나치당의 사병이란 이미지로 굳어진 친위대에게 모든 책임을 떠넘긴 것 때문에 그러한 인식이 발생하였다. 오히려 상대적으로 수가 많은 국방군이 저지른 전쟁범죄가 친위대보다 많을 것이란 의견도 제시되고 있다.
이들 친위대는 막강한 전투력과 엄격한 군기와는 별개로 잔혹행위로 악명이 높았으나 전쟁 초기인 1941년 말까지만 하더라도 민간인에 대한 약탈이나 학살은 좀처럼 일어나지 않았다. 물론 이와는 별개로 무장친위대 산하의 인종말살부대가 국방군과 함께 유대인들을 체포, 학살하는데 열을 올린 것은 부정할 수 없는 사실이다. 무장친위대의 아버지라 불리는 파울 하우서의 엄명으로 군기는 1943년 초반까지 확실하게 지켜졌다. 하지만 후반부로 갈수록 독일의 패색이 짙어지고 군기도 점차 헤이해지는데다가 독일이 우크라이나와 벨로루시 일대에 초토화 작전을 개시하면서 악명을 떨치게 되었다. 빨치산에 대한 토벌과 무고한 주민들도 빨치산 협력자로 몰아 처형하는 일도 다반사였다.
상당한 특권과 사회적 지위 보장, 최신무기와 전투장비를 갖추었다. 무기가 부족해도 최우선 지급대상이었다.

## 창설 배경

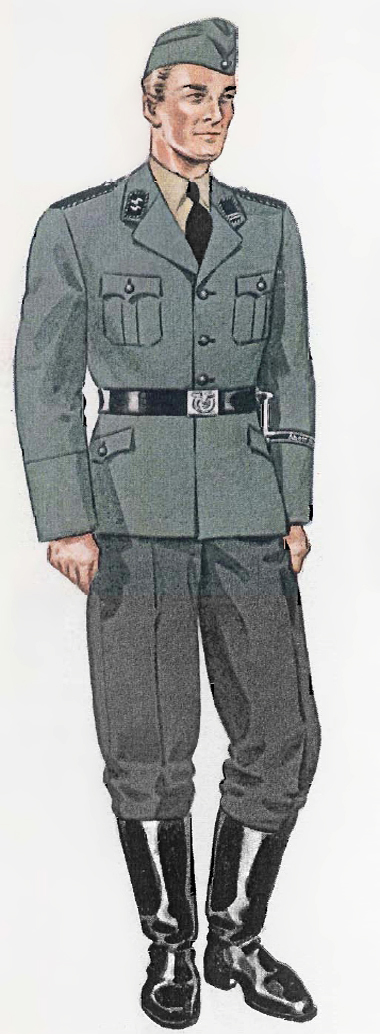
무장친위대 제복.

무장 친위대의 기원은 히틀러의 경호원으로 활동했던 200여 명의 선택된 그룹으로까지 거슬러 올라갈 수 있다. 이들 "경호원"들은 히틀러가 SA(Sturmabteilung)에 대한 통제가 쉽지 않자 만들어낸 것이었다. 돌격대(SA)는 너무 규모가 커져서 히틀러는 그에게 전적으로 충성하는 무장 경호대가 필요하다고 느꼈다. 이 때문에 친위대(SS)가 창설된 것이다. 1923년 뮌헨 폭동의 실패로 투옥 생활(그리고 석방되고 나서) 후에 히틀러는 경호대의 필요성을 절감했고, SS의 지위는 나치 계층 내에서 공고해졌다.
1929년까지 여전히 SA가 나치당의 주요 물리력이었으나, SS도 서서히 성장하고 있었다. 1929년 1월, 히틀러는 하인리히 히믈러(이때 그의 계급은 SS제국지도자가 되었다.)를 맡겼고, 히믈러의 목표는 당내에서 엘리트 군단으로 SS를 키우는 것이었다. 그러나 SS는 여전히 매우 작은 조직이었다. 그가 SS의 지휘권을 인수했을 때 총 대원수는 고작 290명에 불과했다. 히틀러는 1933년 즈음에는 효율적인 군대가 되기를 원했다. 히믈러는 지적 능력과 정치적 신념을 두루 갖춘 독일 사회의 엘리트를 대표하는 사람들을 SS로 임명했는데, 대개는 명예직이었다. 여기서 정치적 신념은 나치즘에 대한 동조 여부이며, 지적 능력은 인종주의에 대한 것이다. 그의 노력에도, 히틀러는 SS를 1933년 말에 겨우 5만 2천여 명으로 늘릴 수 있었다.
SS가 서서히 팽창하고 있던 같은 시기에 정권 장악 후 급격히 늘어난 SA의 총 대원수는 1933년 말에는 200만 명, 1934년에 전국적으로 400만 명을 헤아렸다. 히틀러의 오랜 동지였던 에른스트 룀이 지도하던 돌격대는 독일 국방군과 우호적인 관계를 맺으려던 히틀러의 시도에 위협이 되었다. 또한, 히틀러가 독일 정부 내에서 확고한 지위를 굳히는 데 필요한 지원을 해주던 독일 보수파와 히틀러와 관계에도 위협이 되었다. 히틀러와 그의 추종자들이 계속해서 혁명은 끝났다고 경거망동을 삼가라는 경고를 내보냈음에도 룀과 SA는 제2혁명을 주장했고, 사석에서 룀은 히틀러가 자신을 배신했다는 말도 내뱉는 상황이 되었다. 히틀러와 돌격대 사이에 위기감이 고조될 때, 히틀러는 SA의 행동에 대응하기로 결심했고, SS에 룀과 SA 고위 간부들을 제거할 것을 지시했다. 이것이 1934년 6월 30일 발생한 룀 숙청 사건(흔히 “장검의 밤 사건”이라고 불린다.)이다. 룀과 기타 SA 고위 간부들뿐만 아니라 반나치 또는 나치당이면서도 히틀러에 반대한 인사들이 이때 같이 숙청되었다. 그레고어 슈트라서나 쿠르트 폰 슐라이허 같은 인물들은 SA와 관계가 없는데도 불구하고 이때 암살당한 사람들이다.

## 계급 체계
무장친위대의 사병, 부사관, 위관급 및 영관급 장교들의 계급은 모조직인 SS와 동일하다. 그러나, 장성이 되면 명칭이 달라졌으며 한 사람이 두 종류의 계급 호칭을 갖게 된다. 대한민국에서 보통 SS상급대장으로 번역하여 사용하고 있는 Oberstgruppenführe는 SS(정확하게는 Allgemeine SS)의 계급이며, 무장친위대에서는 Generaloberst der Waffen-SS로 호칭한다. Generaloberst는 독일 육군에서 사용하던 계급 호칭이며, 여기에 der Waffen-SS라는 수식어를 덧붙인 것이다.

## 외국인 의용병 및 징집병
무장친위대의 확장을 계속 시도해온 힘러는 SS의 통제를 받는 외인부대 창설을 결심했다. 중세적 전승에 대한 기호로, 이 제국지도자는 "공산주의자 볼셰비키들의 위협으로부터 유럽을 구한다."는 명분의 십자군을 계획하였다.
종전 시점에서 무장친위대 병력의 약 60%는 독일인이 아니었다..
무장친위대에 존재한 가장 쓸모없는 부대가 영국 자유군단이었다. 존 애머리가 '군단장'이었던 이 '군단'은 영국 및 영연방국가 시민들로 구성된 부대였는데, 30명 이상을 넘겨본 적이 없었다. 미국 자유군단 또는 조지 워싱턴 여단 역시 병력이 5명 이상이 된 적이 없던 순전히 선전용 목적으로만 존재했다.

## 같이 보기
- 독일이 저지른 전쟁 범죄
- 무장친위대 사단장 목록
- 무장친위대의 부대 목록
- 무장친위대 계급 및 표장
- 친위대 제복 및 표장